# Josh McEachran
Joshua Mark „Josh“ McEachran (* 1. März 1993 in Oxford) ist ein englischer Fußballspieler, der aktuell bei Milton Keynes Dons unter Vertrag steht.

## Karriere
McEachran wurde in Oxford als Sohn schottischer Eltern geboren. Er begann seine Fußballkarriere beim Fußballverein Garden City in der Oxford Mail Boys League, in der er von einem Scout des FC Chelsea entdeckt wurde. Er trat im Alter von acht Jahren der Fußball-Akademie des Londoner Fußballclubs bei und ging auf die „Marlborough School“ in Woodstock.
Sein erstes Champions-League-Spiel machte er am 19. Oktober 2010 beim 2:0-Sieg gegen Spartak Moskau. Er wurde in der 61. Minute eingewechselt.
Im Januar 2012 wurde McEachran bis Saisonende an Swansea City ausgeliehen. Ende August 2012 wurde er dann für einen Spielzeit an den FC Middlesbrough weiterverliehen.
Am 20. September 2013 wurde McEachran bis zum 2. Januar 2014 in die Football League Championship an den FC Watford ausgeliehen. Gleich nach seiner Rückkehr zu Chelsea, wurde er am 23. Januar 2014 direkt wieder für ein halbes Jahr verliehen, diesmal zu Premier-League-Absteiger Wigan Athletic.  Am 18. August 2014 wurde er bis zum Ende der Saison 2014/15 in die niederländische Eredivisie zu Vitesse Arnheim ausgeliehen.
Am 10. Juli 2015 wechselte McEachran zum FC Brentford, für den er 4 Jahre in der EFL Championship aktiv war. Ende September 2019 schloss er sich ablösefrei dem Drittligisten Birmingham City an. Von 2021 bis 2024 stand er bei Milton Keynes Dons unter Vertrag, ehe er ablösefrei für eine Saison zum Zweitligisten Qxfort United wechselte. Zur Spielzeit 2025/26 schloss er sich Bristol Rovers an, die gerade in die viertklassige EFL League Two abgestiegen war. 